# 15522 Trueblood
15522 Trueblood è un asteroide della fascia principale. Scoperto nel 1999, presenta un'orbita caratterizzata da un semiasse maggiore pari a 2,3207827 au e da un'eccentricità di 0,1251002, inclinata di 9,83898° rispetto all'eclittica.
L'asteroide è dedicato allo statunitense Mark Trueblood.